# Bill Wood (cantante)
Bill Wood, nome completo William Barry Wood (Baltimora, 19 febbraio 1938 – Boulder, 9 maggio 2024), è stato un cantante statunitense.
Incise un album assieme a Joan Baez e Ted Alevizos nel 1959, Folksingers 'Round Harvard Square.